# Le Mesnil-Réaume
Le Mesnil-Réaume település Franciaországban, Seine-Maritime megyében. Lakosainak száma 802 fő (2022. január 1.). Le Mesnil-Réaume Baromesnil, Cuverville-sur-Yères, Melleville, Monchy-sur-Eu, Sept-Meules és Villy-sur-Yères községekkel határos.

## Népesség
A település népességének változása:
| Lakosok száma | 705  | 770  | 801  | 793  | 793  | 793  | 795  | 797  | 802  |
|               | 2013 | 2015 | 2016 | 2017 | 2018 | 2019 | 2020 | 2021 | 2022 |